# Xã Liberty, Quận Knox, Ohio
Xã Liberty (tiếng Anh: Liberty Township) là một xã thuộc quận Knox, tiểu bang Ohio, Hoa Kỳ. Năm 2010, dân số của xã này là 1.716 người.